# Kanton Balleroy
Kanton Balleroy (fr. Canton de Balleroy) byl francouzský kanton v departementu Calvados v regionu Dolní Normandie. Skládal se z 22 obcí, zrušen byl v roce 2015.

## Obce kantonu
- Balleroy
- La Bazoque
- Bucéels
- Cahagnolles
- Campigny
- Castillon
- Chouain
- Condé-sur-Seulles
- Ellon
- Juaye-Mondaye
- Lingèvres
- Litteau
- Le Molay-Littry
- Montfiquet
- Noron-la-Poterie
- Planquery
- Saint-Martin-de-Blagny
- Saint-Paul-du-Vernay
- Tournières
- Le Tronquay
- Trungy
- Vaubadon